# Istok
 Ovo je glavno značenje pojma Istok. Za druga značenja pogledajte Istok (razdvojba).
Istok je strana svijeta nasuprot zapadu. Ako se gleda sa Zemlje, čini se da na njemu Sunce izlazi, što znači da se Zemlja rotira prema istoku. 
Na kompasu se istok označava slovom E, od engleskog east.
Europljani pod pojmom "istok" ili "Orijent" obično smatraju azijske države, pa tako imamo Bliski istok, Srednji istok, Daleki istok itd.